# Tatrovice
Tatrovice település Csehországban, a Sokolovi járásban. Tatrovice Jindřichovice, Černava, Vřesová és Chodov településekkel határos. Lakosainak száma 164 fő (2024. január 1.).

## Népesség
A település lakosságának változását az alábbi diagram mutatja:
| Lakosok száma | 588  | 681  | 697  | 153  | 131  | 134  | 187  | 182  | 170  | 164  |
|               | 1869 | 1890 | 1921 | 1950 | 1980 | 2001 | 2017 | 2019 | 2022 | 2024 |